# Вивал
Вивал — місцеве випадання в гірничу виробку частини порід або корисної копалини, що відокремилась від масиву. Вивал може привести до завалу гірничої виробки. Розрізняють раптовий вивал породи.
На поверхні — вивал — обвалення окремих брил і каменів і з скельних порід в укосах виїмок, напіввиїмок і прямовисних схилів. Вивали принципово відрізняються від обвалів тим, що уламки падають вільно, не ковзаючи по схилу. Вивали виникають найчастіше в крупнозернистих породах із великою кількістю слюди та вивітрілих польових шпатів або в породах із яскраво вираженою шаруватістю.